# Sam Francis (giocatore di football americano)
Harrison Samuel Francis, detto Sam (Dunbar, 26 ottobre 1913 – Springfield, 23 aprile 2002), è stato un giocatore di football americano e allenatore di football americano statunitense che ha giocato nel ruolo di fullback nella National Football League (NFL).
Fu la prima scelta assoluta del Draft NFL 1937 da parte dei Philadelphia Eagles. Al college giocò a football all'Università del Nebraska-Lincoln.

## Carriera professionistica
Dopo essere stato finalista dell'Heisman Trophy del 1936, Francis fu scelto dai Eagles come primo assoluto nel Draft NFL 1937. I suoi diritti furono scambiati coi Chicago Bears per Bill Hewitt e 4 000 dollari il 15 febbraio 1937. Giocò quattro anni nella NFL per Bears, Pittsburgh Pirates e Brooklyn Dodgers prima di lasciare il football professionistico per combattere nella seconda guerra mondiale. Francis fu anche un ottimo praticante nell'atletica leggera, classificandosi quarto nel getto del peso alle Olimpiadi di Berlino del 1936. Francis fu anche il capo-allenatore della Kansas State University per una stagione nel 1947, facendo registrare un bilancio di 0–10. Fu inserito nella College Football Hall of Fame come giocatore nel 1977.

## Palmarès
- College Football Hall of Fame (classe del 1977)

## Statistiche
| Yard corse    | 382 |
| Yard ricevute | 133 |
| Touchdown     | 4   |